# Pośród niesnasków Pan Bóg uderza...
Pośród niesnasków Pan Bóg uderza... - "Entre a discórdia Deus toca [um sino] ..." - é um poema escrito por Juliusz Słowacki em 1848, no qual o poeta profetizou a vinda de um primeiro papa eslavo.
O poema não era popular entre os contemporâneos de Słowacki e foi esquecido até um século depois, quando ganhou enorme popularidade depois que o cardeal polonês Karol Wojtyła foi eleito papa em 1978, pois contém previsões explícitas sobre um futuro papa eslavo (em polonês: "Słowiański Papież"). Foi freqüentemente citado por João Paulo II.